# Fazekas Imre (hajtó)
Fazekas Imre (Cegléd, 1957. szeptember 12. –) magyar hajtóidomár. Minden idők, legeredményesebb hajtóidomárja; hajtóként az örökrangsor negyedik helyezettje. Lovas pályafutását galoppon kezdte, majd súlyproblémák és mellőzöttség miatt váltott a kevesebb kötöttséggel járó ügető szakágba.

## A kezdetek
Gyermekéveit Újszilváson töltötte. A szomszéd két kocsilovával szórakozott, pucolta őket és lovagolt rajtuk. Elsősorban a lovaglás és nem a kocsizás érdekelte. A pályaválasztás időszakában került a kezébe egy hirdetés, amelyben lovastanulókat, lovászokat kerestek a galopp pályára. Szülei hosszadalmas győzködése eredményes volt és 1971. július 19-én felvették a Lóverseny Vállalathoz.
Az iskolában illetve a kollégiumban szigorú napirend szerint éltek. Reggel fél ötkor keltek, ötkor már az istállóban kellett jelentkezniük. Az iskola és az ebéd után öt óráig ismét munka következett, majd este nyolckor itatással fejezték be a napot. Három hét után már ügethetett, a galoppozásra két hónapot kellett várni. A tanulóévei meghatározó mesterei voltak: Bodó Károly, Stircula József és Papp Sándor.
Versenyzési engedélyt másfél évvel később, alig tizenhat évesen kapott. Súlyával (42 kg) ekkor még nem volt probléma. Többségében esélytelen lovakkal indulhatott, éles versenyeken. Ennek ellenére a Gloriette nevű kancával már az első évben sikerült nyernie. Galopp pályafutása alatt még 14 győzelmet aratott, kedvenc lovával, Bogánccsal öt első helyet szerzett. Súlyát egyre nagyobb megpróbáltatások után tudta hozni, elvette kedvét az is, hogy az ígérgetések ellenére az általa felkészített esélyes lovakkal nem versenyezhetett.

## Váltás az ügetőre
Szabad idejében sűrűn átlátogatott az ügetőpályára és Gurbel Lipót idomár javaslatára, 1979-ben szakágat változtatott. Az átállás nem okozott különösebb gondot, hiszen korábban is sokat hajtott "munkában" lovakat. Törést jelentett viszont, hogy szinte az utolsó pillanatban, 22 évesen behívták katonának. Két évvel később ugyanott folytatta, ahol korábban abbahagyta, további két év kellett a segédhajtói licenc megszerzéséhez. Viszonylag gyorsan, 1984. január 28-án megszerezte első győzelmét a Kerepesi úti pályán. Három év alatt sikerült 50 versenyt nyernie, ezután hivatásos hajtó licencet kapott. A hajtó szakma titkait Matucza Lajostól leshette el, aki nemcsak elmondta, hanem meg is mutatta azokat.
1991-ben kapott idomári engedélyt. Ezt a pályát tíz lóval és hét boxszal kezdte, mezőhegyesi, somogysárdi és rádiházi lovakkal foglalkozott. Ekkor alakult ki jó kapcsolata a Rádiházai Kabala Ménessel és a kiváló tenyésztési szakemberrel Török Lászlóval.

## Lovak és mérföldkövek
Mestere, Stircula József arc poeticája szerint: „A lovat nem azért kell szeretni, mert sikereket érünk el vele, hanem azért, mert a társunk, akivel együtt dolgozunk. A lovat szeretni és tisztelni kell. Minden lónak olyan körülményt kell biztosítani, ahol mi is jól éreznénk magunkat, ahol a munka fáradalmait ki tudja pihenni. Minden ló egyforma, legyen az kis képességű vagy klasszis, mindegyikkel egyformán kell bánni.”
Egész pályafutása alatt a fenti intelmek szerint tevékenykedett, ennek ellenére voltak olyan a lovai, amelyek szívéhez közelebb álltak, ha másért nem is, egy-egy nagy esemény főszereplőiként.
- Itaca: Az első ügetőlova. 1.30-as rekorddal vette át. Sikerült négy győzelemig javítani.[2]
- Piktor: A lovat a ménesvezető már ki akarta vonni a munkából, könyörgésére kegyelmet kapott, hálából a ló számos győzelmet aratott. A Piktorral megvalósított csoda, szakmai tekintélyének megalapozója volt.

Salus-Speedy Foster: A rádiházi ménes ezzel a két svéd import lóval erősített. A lovakat, Piktorral kapcsolatos jó tapasztalatokra alapozva Fazekasra bízták. Sorozatban nyerte velük a rangos versenyeket. Első idomári évében a mesterek rangsorában a második helyre került.
- Zala Szépe: A ló hároméves koráig nem tudta hozni az elvárt eredményeket, ezért "leselejtezték". Fazekas Imre javaslatára két ügető tulajdonos, Bolyos Gábor és Csilló Béla megvásárolta. Türelmes munka után a ló fokozatosan hozta az egyre jobb eredményeket, öregkorára a pálya legjobb lova lett, hét kiemelt versenyt nyert. Sokáig az egyetlen kanca volt, amely 1.16. alatti ezres átlagot tudott futni.
- Nativ: Az első ló, akivel kiscsikó korától foglalkozhatott. A derbyn azonban nem hajthatta, mivel nem tartották elég tapasztaltnak a feladatra.[5]
- Óvatos: Az első nagy győzelem a Kétévesek Nagydíjában.[6]
- Zanussi: Azon ritka lovak egyike volt, aki kétéves korától pályafutása befejezéséig eredményesen versenyzett.[7]
- Dior: Az 1000. győzelme fűződik a ló nevéhez.[8]
- Detroit: Derby győzelem.[9]
- Naná: A Kaszás Gergő színművész által tenyésztett kancával, sokáig emlékezetes küzdelemben, derby csúccsal nyerte meg a legrangosabb, 2010-es versenyt.[10]

Csak A Szél: Szintén Kaszás Gergő tenyésztette, és tulajdona  a nagyszerű Naná lánya ismét egy Derby győzelemhez segítette 2022-ben

## Családja

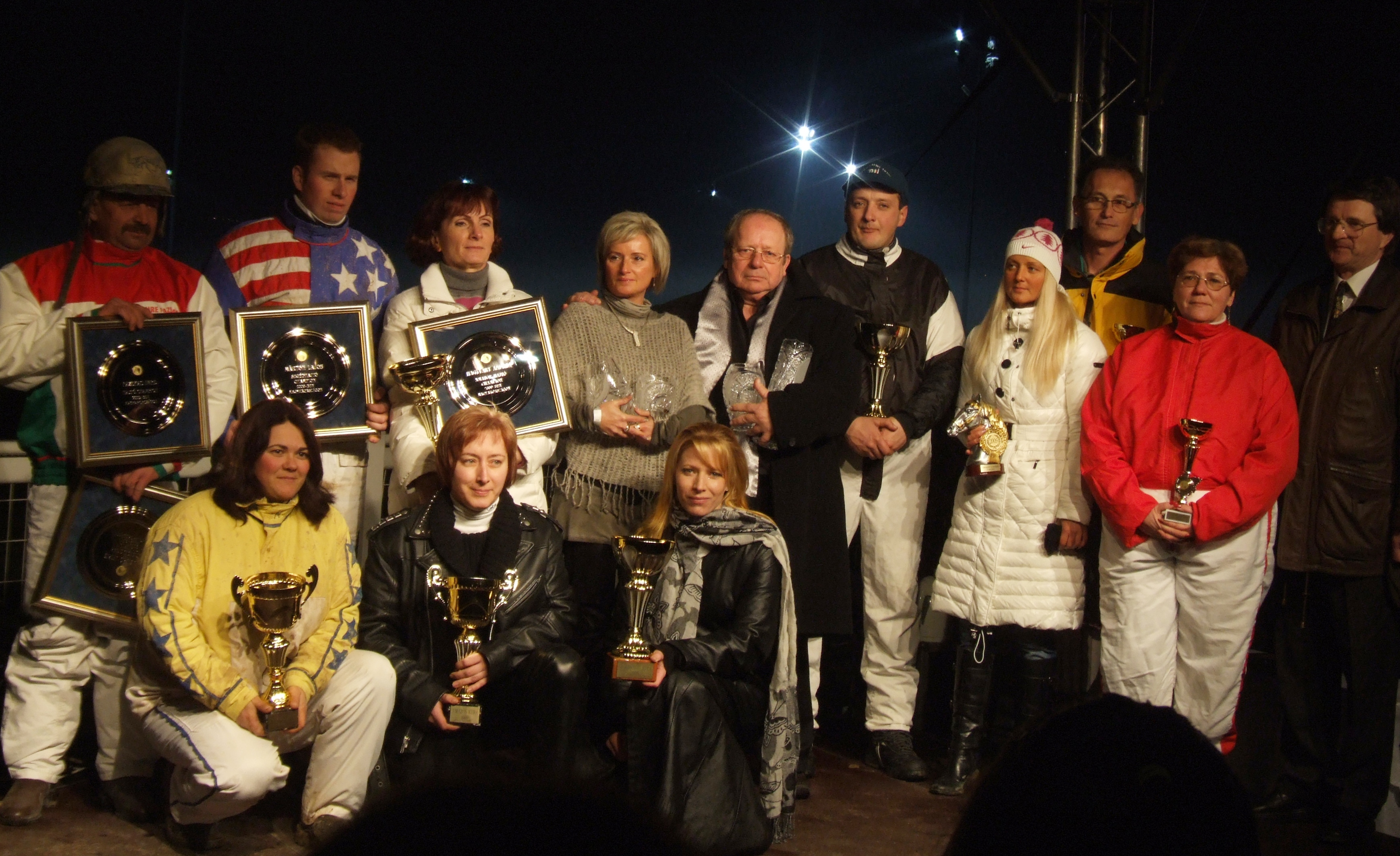
2009 legjobbjai
Állósor, balról a harmadik: Nagyváry Andrea

Felesége Nagyváry Andrea, kivel a lóverseny pályák világában ismerkedtek meg. Ő is a galoppon kezdett, amatőr lovasként 10 győzelmet aratott. A saját istálló alapítása után pártolt át véglegesen az ügetőre. Az istálló menedzseri teendőit látja el, tehermentesítve férjét a szakmán kívüli, adminisztratív feladatoktól. Aktív szerepet vállal lovaik felkészítésében, amatőr hajtóként profi versenyeken is elindul. Győzelmei száma rövidesen elérheti a négyszázat.
Lányuk Fazekas Andrea a szülők hivatásának folytatója. Civil foglalkozás mellett nap-mint nap a lovak közelében van. Amatőr hajtóként egyre eredményesebb.

## A kétezres évek derby győztesei
Az első derby győzelemre 2000-ig kellett várni. Korábban (1995,1996) is volt esélyes lova, sérülés és egyéb esemény miatt azonban váratott magára ez a trófea. Öt lónak idomárhajtója volt. 2008-ban, a Dénes Áron által hajtott győztes, London szintén a Fazekas istállóban készült.
| Szám | Év   | Győztes ló     | Nemzetiség   | Hajtó               | Tenyésztő         | Táv/m. | Idő    |
| ---- | ---- | -------------- | ------------ | ------------------- | ----------------- | ------ | ------ |
| 86   | 2000 | Detroit        | Magyarország | Fazekas Imre        | Kabala Ménes Kft. | 2100   | 1.20,5 |
| 87   | 2001 | Elegant Yankee | Magyarország | Dániel Áron         | Fekete László     | 2100   | 1.19,0 |
| 88   | 2002 | Freya          | Magyarország | Vicen Pál           | Kabala Ménes Kft. | 2100   | 1.20,9 |
| 89   | 2003 | Grál-lovag     | Magyarország | Csordás Emil        | Kabala Ménes Kft. | 2100   | 1.20,6 |
| 90   | 2004 | Hitelező       | Magyarország | Szabó Krisztina am. | Kabala Ménes Kft. | 1900   | 1.17,6 |
| 91   | 2005 | Illetmény      | Magyarország | Tóth László         | Kabala Ménes Kft. | 1900   | 1.17,2 |
| 92   | 2006 | Jungfrau       | Magyarország | Fazekas Imre        | Hozam Rt.         | 1900   | 1.18,3 |
| 93   | 2007 | Kentish Boy    | Magyarország | Fazekas Imre        | Kabala Ménes Kft. | 1900   | 1.17,8 |
| 94   | 2008 | London         | Magyarország | Dénes Áron          | Kabala Ménes Kft. | 1900   | 1.17,5 |
| 95   | 2009 | Merengő        | Magyarország | Várhidi Róbert      | Bagó Lajos        | 1900   | 1.16,2 |
| 96   | 2010 | Naná           | Magyarország | Fazekas Imre        | Kaszás Gergő      | 1900   | 1.15.7 |
| 97   | 2011 | Oguz           | Magyarország | Fazekas Imre        | Kabala Ménes Kft. | 1900   | 1.18.8 |

## Számvetés
- 11 derby győzelem
  - 5 hajtó
  - 6 idomár
- 30 championátus

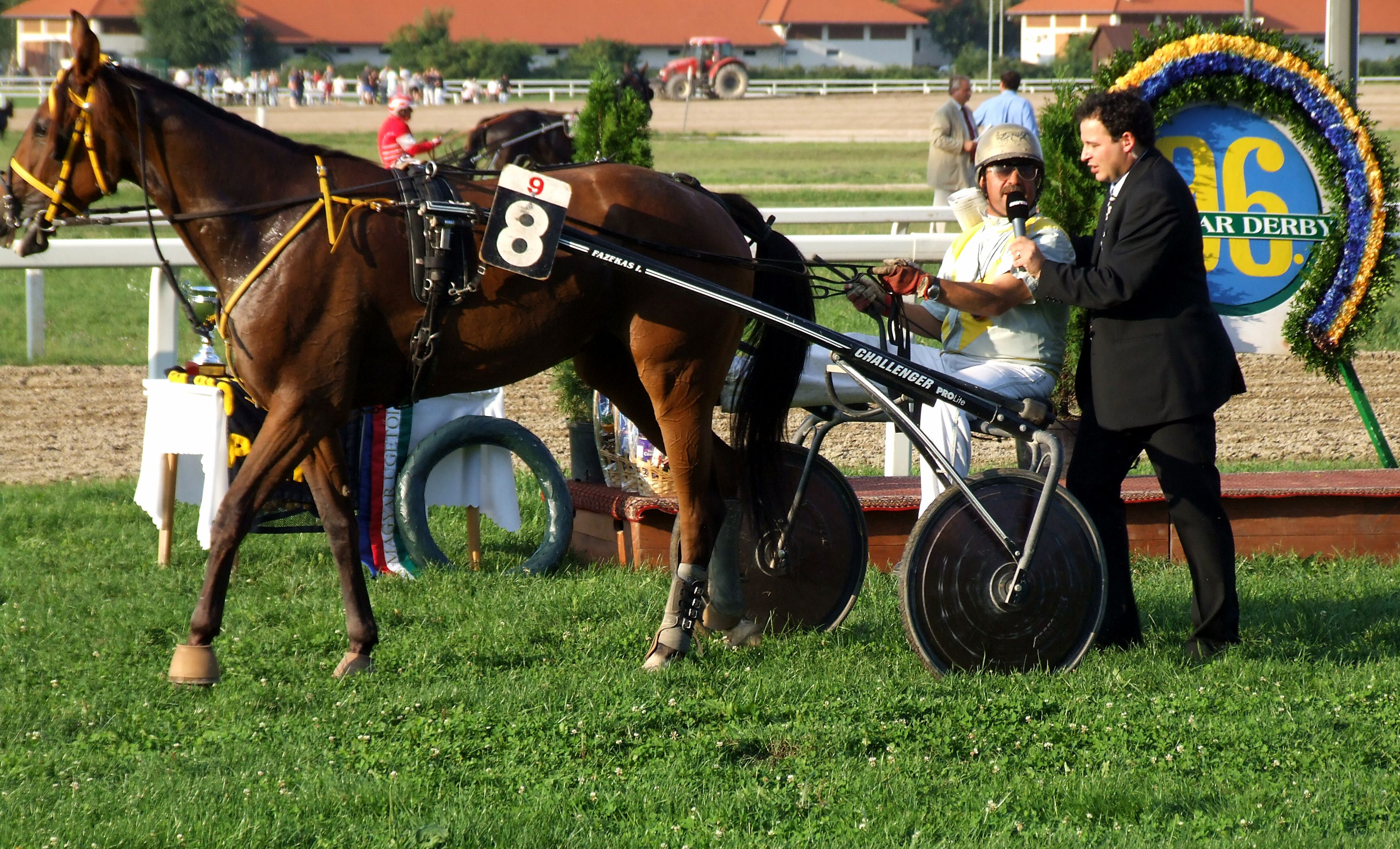
2010 Naná. Interjú és tiszteletkör

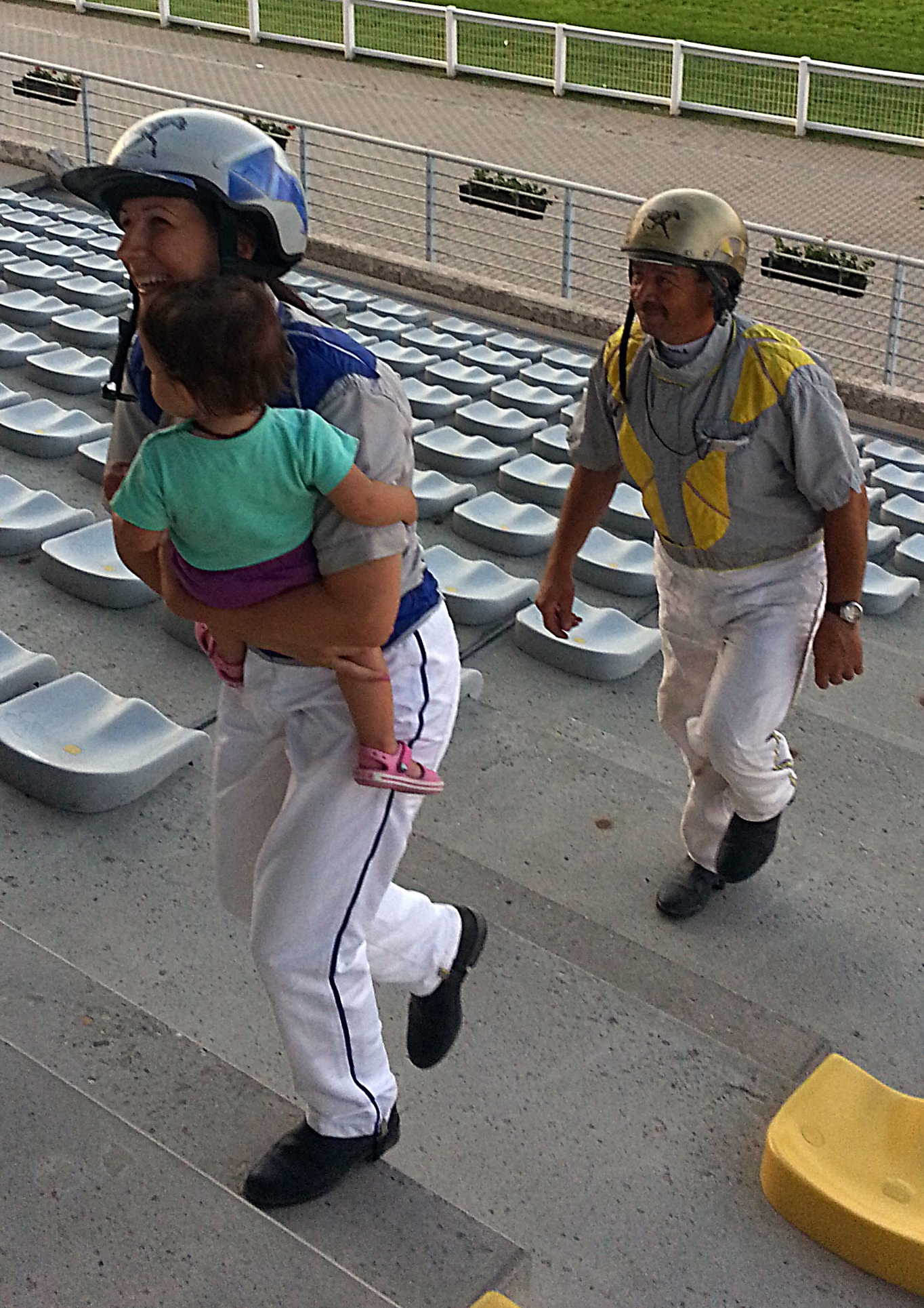
Fazekas Andrea, Fazekas Imre és az unoka

  - 18 idomár(pályafutása alatt csak három alkalommal; 1991-ben, 1993-ban és 2003-ban engedte át másnak ezt a címet)
  - 11 hajtó
  - 2 segédhajtó
- Hajtóként, 1500. győzelmét 2015. június 7-én szerezte; a Komornyik Díjban, Rocket Boy-t hajtotta. A statisztikák alapján az örök-ranglista 4. helyezettje.[17][18]
- 93 kiemelt verseny győztese hajtóként.[19]
- 2649 győzelem idomárként.
- Adatok 2010-ből:
  - Tréningezett lovai 686 versenyen indultak. 1-8. helyezést értek el futamok ötven százalékában. Pénznyereményük: 28,7 millió forint.
  - Hajtóként hasonló arányban volt eredményes 278 futamban. Az összesített nyeremény: 19,2 millió forint volt.
  - A derbi győztes Naná az Év Ügetőlova címet is elnyerte.
- Adatok 2011-ből:
  - Az istállójában felkészített lovai 10 nagydíjat nyertek
  - Tréningezett lovai 425 versenyen indultak. 1-8. helyezést értek el futamok több mint hatvan százalékában. Pénznyereményük: 31,4 millió forint.
  - Hajtóként 70%-os sikert ért el 149 futamban. Az összesített nyeremény: 17,9 millió forint volt.
  - A több nagydíjat nyerő "Orlando Bloom" első helyen végzett az Az év ügetőlova pontversenyben valamint a Magyar Ügetőkupában.
- Adatok 2012-ből:
  - Az istállójában felkészített lovai 10 nagydíjat nyertek
  - Tréningezett lovai 458 versenyen indultak. 1-8. helyezést értek el futamok több mint 56%-ában. Pénznyereménye: 32,2 millió forint.
  - Hajtóként 60%-os sikert ért el 205 futamban. Az összesített nyeremény: 16,1 millió forint volt.
- Adatok 2013-ból:
  - Idomárként champion
  - Tréningezett lovai 468 versenyen indultak. 1-8. helyezést értek el futamok közel 50%-ában. Pénznyereménye: 24,5 millió forint.
  - Hajtóként 153 verseny közel 50%-ában ért el helyezést (1-6). Ebben a minőségben 9,6 millió forint nyereményt könyvelhetett el.
- Adatok 2014-ből:
  - Tréningezett lovai 432 versenyen indultak. Az előző évhez hasonlóan 1-8. helyezést értek el futamok több, mint 50%-ában. Pénznyereménye 21,2 millió forint.
  - Hajtóként 133 versenyen csak 44-szer nem volt pontszerző. Ebben a minőségben 11,1 millió forint nyereménnyel díjazták.

## Pálya csúcsai (Kincsem Park)
- Autóstart
  - OGUZ 1800 méter (négyévesek-2012) 1.15.1
  - NANÁ 1800 méter (háromévesek-2010) 1.15.7
  - OGUZ 1900 méter (négyévesek-2012) 1.15.7
  - GLOBUS 3000 méter (négyévesek-2004) 1.19.8
  - UJIYA 3000 méter (négyévesek-2005) 1.19.5
  - OGUZ 3000 méter (ötéves és idősebb-2013) 1.17.4
  - OGUZ 3600 méter (ötéves és idősebb-2013) 1.18.5
- Fordulóstart
  - HITELEZŐ 1960 méter (négyévesek-2005) 1.15.5
- Alaptáv 4000 méter és ezen felül
  - OLYAN NINCS 4200 méter (háromévesek-2011) 1.25.3
  - LÁSS CSODÁT 4220 méter (négyévesek-2009) 1.21.4

Utolsó aktualizálás: 2014. február 2.

## Díjak, elismerések
- Széchenyi István Lovas Emlékérem (2011)
- Magyar Bronz Érdemkereszt polgári tagozat (2024)[21]

## Érdekességek
- Több éve saját kezűleg patkolja lovait. Ennek oka, hogy egy patkolásnál kifogásolta a profi kovács munkáját, aki hozzávágta a szerszámokat és sértődötten mondta: "Csináld, ha jobban tudod!" Ekkor elkezdte megtanulni ezt a munkát, ma már nem bízza másra ezt a meghatározó műveletet.[22] Az idomárok közül egyre többen követik példáját.
- Minden versenyen nyakában egy digitális stopperórát hord, ezzel kontrollálja a ló teljesítményét, veti össze a taktikai tervvel.

## Kép és hang
- Naná derby győzelme